# 苏赫巴托尔·彦吉玛
苏赫巴托尔·彦吉玛（1894年2月15日—1962年5月1日），蒙古族，蒙古政治人物。

## 生平
1923年，正是其丈夫达木丁·苏赫巴托尔去世之年，彦吉玛加入了蒙古人民党。为纪念丈夫，她将自己名字前改冠。她是蒙古人民党（后更名为蒙古人民革命党）第一至第十四次代表大会代表。 1924年，她作为蒙古代表参加了共产国际第五次代表大会。1933年，她创建了蒙古妇女委员会。在蘇德戰爭期间，她在蒙古筹款，以帮助陷入困境的苏联红军，1946年获授苏联劳动红旗勋章。1945年，她当选为国际民主妇女联合会（WIDF）理事会理事。
1940年，在蒙古人民革命党第十次代表大会上当选为蒙古人民革命党中央委员会委员。1943年至1947年，任蒙古人民革命党政治局委员、中央委员会书记。她还多次当选为国家小呼拉尔主席团成员、大人民呼拉尔主席团成员，及国家小呼拉尔副主席。
1953年10月23日至1954年7月7日，彦吉玛署理大人民呼拉尔主席团主席，成为继图瓦人民共和国小呼拉尔主席团主席柯特克·安吉玛-托卡之后，世界上第二位女性国会领导人。
1962年5月1日，彦吉玛逝世。